# Becherbach bei Kirn
Becherbach bei Kirn là một xã thuộc huyện Bad Kreuznach trong bang Rheinland-Pfalz, phía tây nước Đức. Xã Becherbach bei Kirn có diện tích 8,41 km², dân số thời điểm ngày 31 tháng 12 năm 2006 là 430 người.